# Living Blues
Living Blues — американський музичний журнал, присвячений традиційному афроамериканському блюзу. Був заснований в Чикаго в 1970 Джимом О'Нілом та Емі ван Сінґел. В 1983 році, О'Ніл та ван Сінґел передали права публікації журналу Дослідницькому центру Південної культури, який знаходиться при Університеті Міссісіпі. З того часу журнал почав виходити двічі на місяць, а редактором і видавцем став Девід Нельсон. Тираж — 20 тисяч екземплярів. У 1982 році журнал було занесено до Зали слави блюзу.